# TER Lisboa Expresso
El TER Lisboa Expresso, también denominado como TER Lisboa Expreso o TER Lisboa Exprés en español, fue un servicio ferroviario de pasajeros que unió entre 1967 y 1989 las localidades de Madrid, en España, y Lisboa, en Portugal.

## Descripción
Este servicio, de naturaleza diurna, unía directamente Lisboa —en Portugal— con Madrid —en España—, tardando, en 1981, cerca de 9 horas. En la capital portuguesa, usó siempre la Estación de Santa Apolónia, mientras que, en Madrid, pasó por las estaciones de Delicias, entre 1967 y 1969, Atocha, entre 1969 a 1972 y 1981 hasta 1989, y Madrid-Chamartín, de 1972 a 1981. Transitaba por la línea Madrid-Valencia de Alcántara, mientras que en Portugal lo hacía por el Ramal de Cáceres y por la línea del Este, efectuando parada en Abrantes. Era operado únicamente por RENFE, utilizando sólo personal de esta compañía.

## Historia
Entró en servicio el 1 de marzo de 1967, siendo el primer convoy diurno entre las capitales ibéricas.
En 1969, este servicio fue utilizado, junto con el Lusitânia Expresso, en el transporte de periodistas, en el ámbito de las iniciativas de promoción turística "Primavera en España" y "Primavera en Portugal", organizadas en conjunto por la Compañía de los Caminhos de Ferro Portugueses y por la Red Nacional de Ferrocarriles Españoles.
En 1971 el servicio sufrió una alteración en su trazado, con la apertura de una variante entre El Casar y Cáceres, pasando a circular por esta ciudad española. El TER Lisboa Exprés se mantuvo en servicio hasta que a finales de la década de 1980 fue sustituido por el Talgo Luís de Camões, que inició sus servicios el 28 de mayo de 1989.